# بازی جمع‌آوری کارت دیجیتال

یک عکس از استریم بازی قلب‌سنگی، یکی از بازی‌های برجسته این سبک

بازی جمع‌آوری کارت دیجیتال (به انگلیسی: Digital collectible card game) (DCCG) یا بازی جمع‌آوری کارت آنلاین (به انگلیسی: online collectible card game) (OCCG) یک بازی کامپیوتری است که در آن بازیکن کارت‌های دیجیتال جمع‌آوری می‌کند. بسیاری از DCCGها از انواع بازی‌های رومیزی دیجیتال هستند و از قوانین سنتی به سبک بازی‌های کارتی پیروی می‌کنند، در حالی که برخی از DCCGها از گزینه‌های دیگری برای کارت‌ها و تخته‌های بازی مانند آیکن، تاس و آواتار استفاده می‌کنند. بسیاری از DCCGها به عنوان یک بازی ویدیویی مثل قلب‌سنگی عرضه می‌شوند.
با رشد بینندگان بازی‌های موبایل و استریم، بازی‌های کارت دیجیتال قسمت قابل توجهی از بازار بازی‌های ویدیویی است. SuperData تخمین زده که بازی‌های کارت دیجیتال در سال ۲۰۱۸ بیش از ۱٫۵ میلیارد دلار سود به همراه خواهد داشت که یک چهارم آن از قلب‌سنگی است و احتمال رشد آن تا سال ۲۰۲۰ به ۲ میلیارد دلار می‌رسد.